# Massive Noise Injection
Massive Noise Injection är rockgruppen Wolfsbanes första livealbum, utgivet 1993.

## Låtlista
1. "Project & Survive" - 3:47
2. "Load Me Down" - 3:02
3. "Black Lagoon" - 4:54
4. "Rope & Ride" - 4:08
5. "Kathy Wilson" - 4:13
6. "Loco" - 3:33
7. "End of the Century" - 4:10
8. "Steel" - 4:56
9. "Temple of Rock" - 5:38
10. "Manhunt" - 3:57
11. "Money to Burn" - 6:56
12. "Paint the Town Red" - 3:49
13. "Wild Thing" - 5:30